# Rifugio Paolo Prudenzini
Das Rifugio Paolo Prudenzini oder Rifugio Prudenzini ist eine Schutzhütte in der italienischen Region Lombardei in der Adamellogruppe. Es liegt auf einer Höhe von 2235 m innerhalb der Gemeinde Saviore dell’Adamello und gehört der CAI-Sektion Brescia. Die Hütte wird etwa von Mitte Juni bis Mitte September bewirtschaftet und bietet 54 Bergsteigern Schlafplätze.

## Lage
Die Schutzhütte liegt an der Westseite des Adamellomassivs im oberen Val Salarno. Letzteres zweigt in nordöstlicher Richtung vom Valle del Saviore einem Seitental des Valcamonica ab. Unterhalb des Rifugios befinden sich mit dem Lago Dossaccio und Lago di Salarno zwei Stauseen.   
Das Rifugio Paolo Prudenzini liegt am Adamello-Höhenweg Nr. 1.

## Geschichte
Das Rifugio Paolo Prudenzini wurde 1908 von der CAI Sektion Brescia etwas unterhalb des Rifugio Salano errichtet. Letzteres war bereits 1881 erbaut worden, war aber 1888 durch Lawinen verschüttet worden. Die lawinengefährdete Lage der Salanohütte, deren Ruinen heute noch zu erkennen sind, veranlasste die Sektion Brescia zum Bau der Prudenzinihütte. Benannt ist sie nach dem 1907 verstorbenen Rechtsanwalt Paolo Prudenzini, leidenschaftlicher Alpinist und Schriftsteller, der auch einige Schriften über die Adamellogruppe verfasst hat. Im Zweiten Weltkrieg brannte die Hütte nieder. Sie wurde 1948 wiederaufgebaut und 1986 vergrößert.

## Zugänge
Von der Malga Fabrezza im Val Salarno ⊙ in 2 Stunden 30 Minuten

## Nachbarhütten und Übergänge
- Zum Rifugio Serafino Gnutti, 2166 m ⊙ in 3 Stunden 30 Minuten
- Zum Rifugio Ai Caduti dell’Adamello, 3040 m ⊙ in 5 Stunden
- Zum Rifugio Città di Lissone, 2017 m ⊙ in 4 Stunden 30 Minuten
- Zum Rifugio Franco Tonolini, 2467 m ⊙ in 5 Stunden 30 Minuten
- Zum Rifugio Baita Adamé, 2150 m ⊙ in 3 Stunden